# Chiesa di Santa Venera (Santa Venerina)
La chiesa madre di Santa Venera è il principale luogo di culto di Santa Venerina, nella città metropolitana di Catania ed è dedicata a santa Venera. 

## Storia
Negli anni 1740 venne costruita la prima chiesa di Santa Venera, inizialmente dedicata alla Madonna del Rosario (fino agli inizi dell'Ottocento). Soltanto nel 1749 fu ingrandita. L'edificio del 1749 risultava formato da un grande vano di 6,5 metri di altezza, un campanile e una stanza per il cappellano. Nel 1754 furono iniziati i lavori di ampliamento del tempio, che finirono nel 1759. Il corpo di fabbrica, sopraelevato, doveva presentarsi all'incirca come la metà dell'attuale navata centrale. Fu nel 1772 che venne elevata a filiale parrocchiale della cattedrale di Acireale. Nel 1831 l'edificio venne ingrandito e allungato di 18 palmi siciliani. Vennero costruiti la facciata, il campanile e l'arcone d'ingresso. Nel 1879 la chiesa venne danneggiata del terremoto del 17 giugno. Nel 1894 cominciarono i lavori di costruzione delle navate laterali, che vennero completati nel 1896. La chiesa assunse, pressoché, l'aspetto che oggi conosciamo.Nel 1921 divenne autonoma. Con la nascita del Comune di Santa Venerina nel 1936, la chiesa ottiene il titolo di arcipretura parrocchiale e chiesa madre. Vi si festeggia l'ultima domenica di luglio la patrona del comune santa Venera e l'ultima domenica del mese di gennaio il compatrono san Sebastiano.

## Descrizione
La chiesa venne aperta al culto nel 1749 come edificio semplice ad una sola navata e un campanile. L'edificio venne ampliato, modificato e ristrutturato nel 1754, 1894-96 e nel 1924. Nel 1831 venne costruito un campanile. Il campanile venne poi ricostruito, a causa dei danni dovuti al sisma del 1914, nel 1934-36. Dopo il terremoto del 1952 il campanile venne dichiarato pericolante e fu demolito nel 1962. Nel 1979 venne edificato l'attuale campanile in cemento.

## Opere d'arte

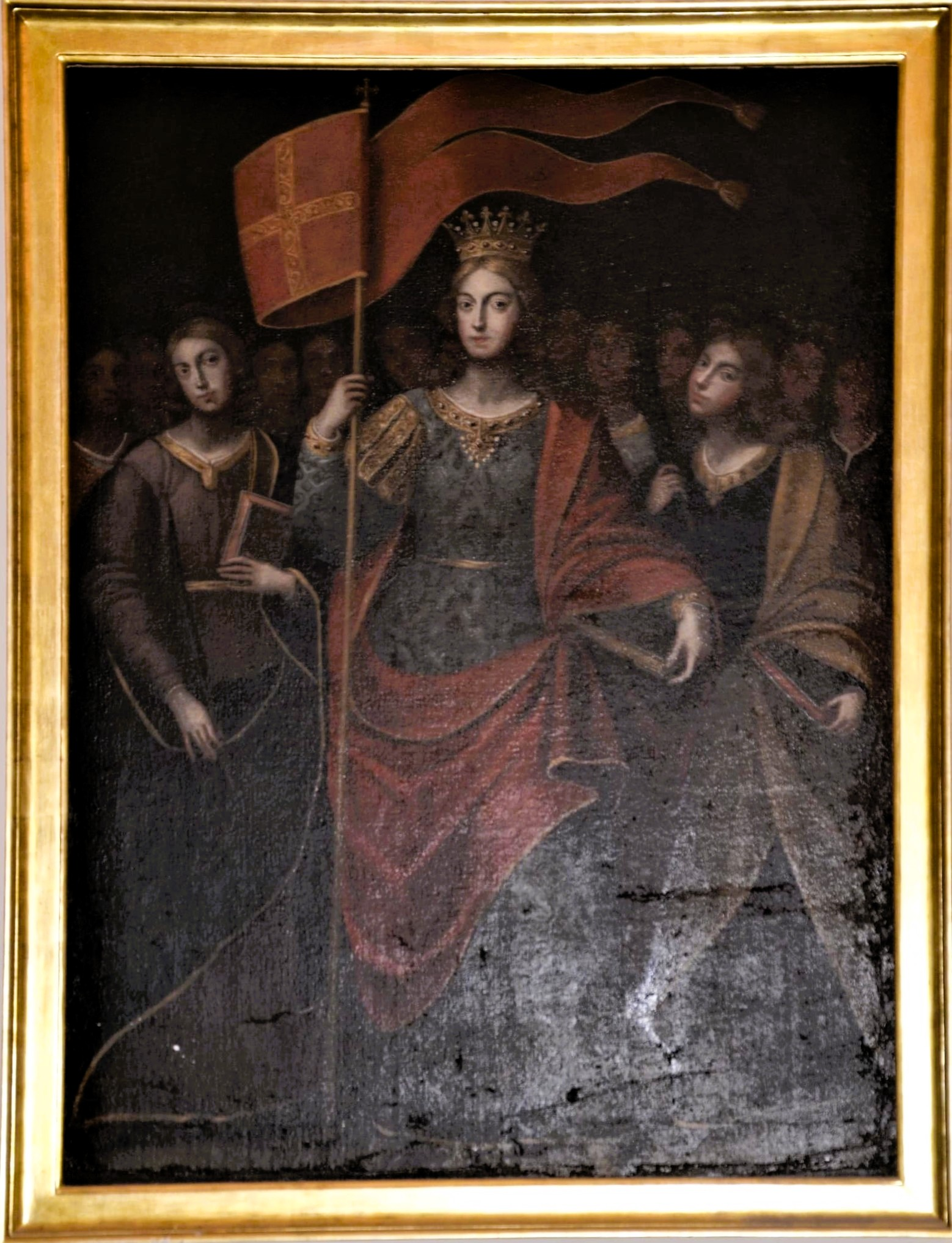
Sant'Orsola e le Vergini (Scuola di Giacinto Platania, XVIII secolo)

All'interno dell'edificio religioso si trovano le seguenti opere d'arte:

### XVIII secolo

#### Tele
- Sant'Orsola e le Vergini (tela ad olio presumibilmente della scuola Giacinto Platania, data incerta, probabilmente del XVIII secolo)
- Sacra Famiglia (tela ad olio di Pietro Paolo Vasta, 1750)
- Immacolata Concezione (tela ad olio di Alessandro Vasta, 1750)
- Sant'Antonio Abate (tela ad olio di Alessandro Vasta, 1761)

#### Statue
- Crocifisso minore ligneo (fine XVIII secolo)

### XIX secolo

#### Tele
- Santa Venera (tela ad olio, data incerta, forse fine XIX secolo)
- Madonna del Rosario (tela ad olio di Francesco Vaccaro, XIX secolo)
- Sant'Antonio Abate (data incerta, forse fine XIX secolo)
- San Sebastiano (data incerta, forse fine XIX secolo)
- Addolorata (anni 90 dell'Ottocento)

#### Statue
- Simulacri di Santa Venera (inizi XIX secolo) e San Sebastiano (fine XIX secolo)
- Crocifisso maggiore ligneo (fine XIX secolo)
- Cristo alla colonna (forse inizi XIX secolo)

### XX secolo
- Grotta della Madonna di Lourdes (opera progettata ed eseguita dallo scultore santavenerinese Mariano Vasta, 1927)
- Statua di Santa Venera (statua di cemento posta nel prospetto della chiesa, Mariano Vasta, 1938)

### Data incerta
- Tele raffiguranti i Misteri Dolorosi del Rosario

## Galleria d'immagini

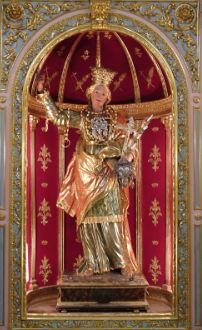
Simulacro di santa Venera venerato in chiesa madre